# مجلس النقد الكويتي
مجلس النقد الكويتي، مجلس نقد كويتي تأسس بموجب المرسوم الأميري رقم 41 لسنة 1960 في الكويت، الذي أوكل للمجلس مهمة إصدار العملات الوطنية النقدية الورقية والمعدنية الكويتية، وكان من أهم أعمال المجلس الإصدار الأول من الدينار الكويتي الذي حل محل الروبية الهندية. انتهى دور مجلس النقد بتأسيس بنك الكويت المركزي الذي حل محله بموجب القانون رقم 32 لسنة 1968 الصادر في 30 يونيو 1968 بشأن النقد وبنك الكويت المركزي وتنظيم المهنة المصرفية في الكويت.